# Cornelius P. Van Ness

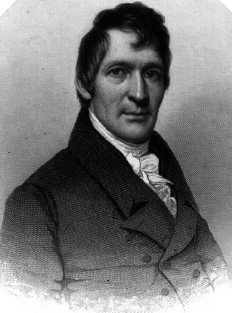
Cornelius P. Van Ness

Cornelius Peter Van Ness (* 26. Januar 1782 in Kinderhook, Columbia County, New York; † 15. Dezember 1852 in Philadelphia, Pennsylvania) war ein US-amerikanischer Jurist und Politiker und von 1823 bis 1826 Gouverneur des Bundesstaates Vermont.

## Frühe Jahre
Sein Vater war der Richter Peter Van Ness (1734–1804). Cornelius Van Ness’ erste Gattin war Rhoda Savage, mit der er fünf Kinder hatte, darunter James Van Ness, dem siebten Bürgermeister von San Francisco.
Nach der Grundschule studierte Cornelius Van Ness Jura. Im Jahr 1804 wurde er als Rechtsanwalt zugelassen. Er ließ sich in St. Albans und später in Burlington in Vermont nieder. Im Jahr 1809 wurde er von Präsident James Madison als Nachfolger von David Fay zum Bundesstaatsanwalt für Vermont ernannt. 1813 wurde er Bundeszollinspektor in Burlington. Nach dem Britisch-Amerikanischen Krieg, der mit dem im Dezember 1814 abgeschlossenen Frieden von Gent endete, wurde Van Ness 1816 Mitglied einer Kommission, die die noch offenen Grenzfragen mit Kanada lösen sollte.

## Politischer Aufstieg und Gouverneur von Vermont
Van Ness war Mitglied der von Thomas Jefferson gegründeten Demokratisch-Republikanischen Partei. Im Jahr 1818 wurde er in das Repräsentantenhaus von Vermont gewählt. Von 1821 bis 1823 war er als Chief Justice Oberster Richter seines Staates. Im Jahr 1823 wurde er mit 85,6 Prozent der Stimmen gegen Dudley Chase zum Gouverneur von Vermont gewählt.
Nachdem er in den Jahren 1824 und 1825 jeweils mit großer Mehrheit bestätigt wurde, konnte er dieses Amt zwischen dem 10. Oktober 1823 und dem 13. Oktober 1826 ausüben. In dieser Zeit setzte er sich für die Abschaffung von Gefängnisstrafen für Schuldner ein. Dieses Ziel ließ sich damals aber politisch nicht durchsetzen. Der Gouverneur war für eine Verbesserung des Bildungsniveaus vor allem bei den ärmeren Mitbürgern. Dadurch hoffte er der Kriminalität den Boden entziehen zu können. Gouverneur Van Ness hat auch das in Vermont praktizierte System der Wahlmännerbestimmung bei Präsidentschaftswahlen eingeführt.

## Weiterer Lebenslauf
Auch nach dem Ende seiner Regierungszeit blieb Van Ness politisch aktiv. Nach der Auflösung seiner Partei schloss er sich dem neuen Präsidenten Andrew Jackson und dessen Demokratischer Partei an. Jackson ernannte ihn 1829 als Nachfolger von Alexander Hill Everett zum US-Botschafter in Spanien. Dieses Amt übte Van Ness bis 1836 aus. Nach seiner Rückkehr unterstützte er den neuen Präsidenten Martin Van Buren, mit dem er einst zusammen Jura studiert hatte. Im Jahr 1840 setzte er sich für dessen Wiederwahl ein und unterstützte seinen Wahlkampf. Van Buren verlor aber die Präsidentschaftswahl gegen William Henry Harrison.
Inzwischen war Van Ness nach New York City gezogen, wo er als Rechtsanwalt arbeitete. Präsident John Tyler ernannte ihn 1844 zum Leiter der Zollbehörde im New Yorker Hafen. Dieses Amt übte er bis 1845 aus. Cornelius Van Ness starb im Dezember 1852 in Philadelphia. Er war zweimal verheiratet und hatte insgesamt fünf Kinder. Sein Sohn James wurde später Bürgermeister der Stadt San Francisco. Sein Bruder William war 1804 Sekundant von Aaron Burr bei dessen Duell mit Alexander Hamilton. Ein weiterer Bruder, John, war später unter anderem Abgeordneter im Kongress und Bürgermeister von Washington.